# Hilarion (Procyk)
Hilarion, imię świeckie Dmytro Iwanowycz Procyk (ur. 8 listopada 1980 w Zubrzcu) – biskup Ukraińskiego Kościoła Prawosławnego Patriarchatu Kijowskiego, następnie (od 2018 r.) Kościoła Prawosławnego Ukrainy.

## Życiorys
Jest synem kapłana prawosławnego Iwana Procyka i jego żony Marii. W 1997 rozpoczął naukę w seminarium duchownym w Kijowie od razu od II roku. W 2004 obronił pracę kandydacką w dziedzinie nauk teologicznych w Kijowskiej Akademii Duchownej. 26 sierpnia 2000 złożył wieczyste śluby mnisze w należącym do Ukraińskiego Kościoła Prawosławnego Patriarchatu Kijowskiego monasterze św. Michała Archanioła o Złotych Kopułach, przed jego przełożonym, arcybiskupem perejasławsko-chmielnickim Dymitrem. 5 listopada 2000 w soborze św. Włodzimierza w Kijowie patriarcha kijowski i całej Rusi-Ukrainy Filaret wyświęcił go na hierodiakona. Od 2001 był przełożonym monasteru św. Michała Archanioła o Złotych Kopułach. Dwa lata później z rąk tego samego hierarchy przyjął święcenia kapłańskie. Od 1 września 2004 wykładał w Kijowskiej Prawosławnej Akademii Teologicznej, zaś w 2006 został osobistym sekretarzem patriarchy Filareta i otrzymał godność ihumena. Od 2007 był przełożonym monasteru św. Teodozjusza w Kijowie z godnością archimandryty. W 2008 mianowany kanclerzem Patriarchatu Kijowskiego.
13 maja 2008 Święty Synod Ukraińskiego Kościoła Prawosławnego Patriarchatu Kijowskiego nominował go na biskupa czernihowskiego i nieżyńskiego. Jego chirotonia biskupia miała miejsce następnego dnia w soborze św. Włodzimierza w Kijowie pod przewodnictwem patriarchy Filareta. W 2011 został kierownikiem Wydziału Zewnętrznych Stosunków Cerkiewnych Patriarchatu Kijowskiego. Od 2012 jest ordynariuszem eparchii rówieńskiej z godnością arcybiskupa.
14 listopada 2014 podpisał memorandum przedstawicieli trzech Kościołów prawosławnych (Ukraińskiego Kościoła Prawosławnego Patriarchatu Moskiewskiego, Patriarchatu Kijowskiego oraz Ukraińskiego Autokefalicznego Kościoła Prawosławnego), Kościoła greckokatolickiego oraz delegatów władz obwodu rówieńskiego, zapowiadające utworzenie w regionie jednego lokalnego Kościoła prawosławnego i potępiające rosyjską agresję na Ukrainę.